# Air Montenegro

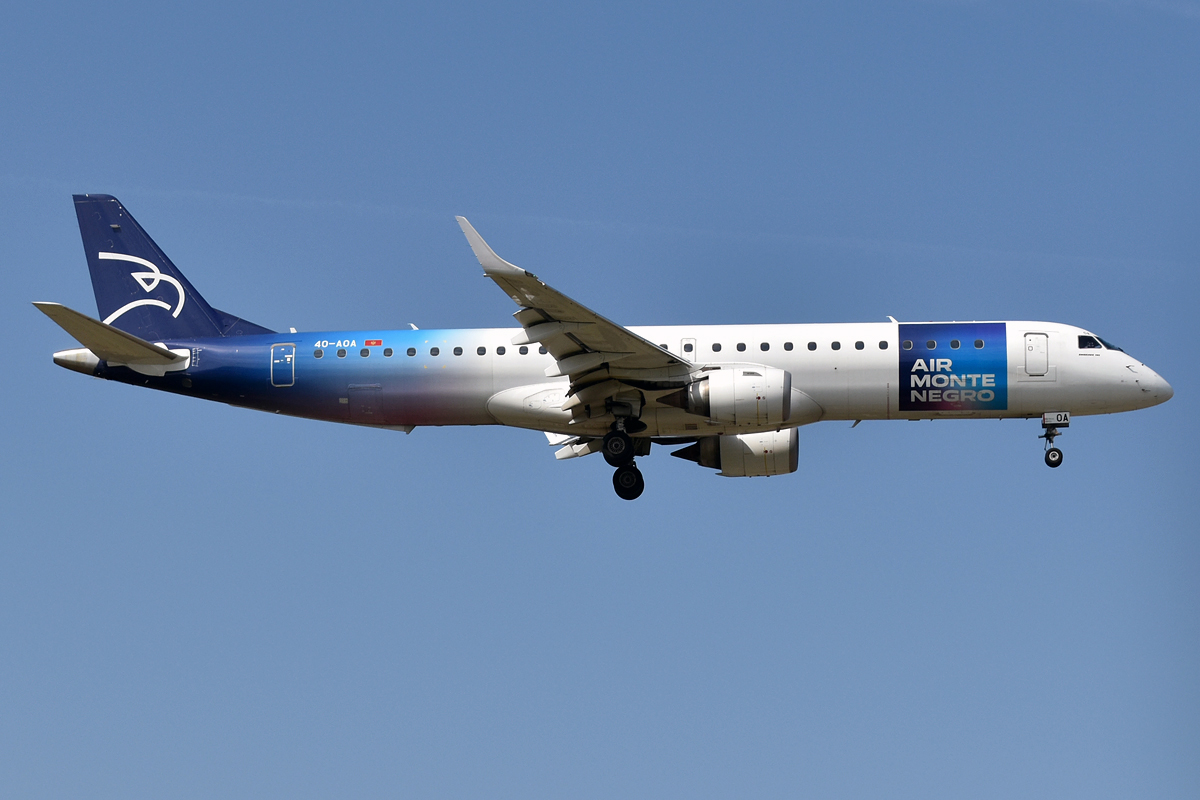
Air Monténégro, 40-AOA, Embraer ERJ-195LR en 2023

To Montenegro ad (stylisé comme ToMontenegro et 2Montenegro) est la compagnie aérienne porte-drapeau du Monténégro, qui opère sous le nom d'Air Montenegro (cyrillique monténégrin : Ер Монтенегро). Air Montenegro a officiellement lancé ses opérations en juin 2021.
La compagnie aérienne prédécesseur Montenegro Airlines a été fondée le 24 octobre 1994 par le gouvernement de la République fédérale de Yougoslavie. Le premier avion, un Fokker 28 Mk4000 (surnommé "Lovćen"), a été acheté près de deux ans plus tard en 1996. Le premier vol commercial a eu lieu le 7 mai 1997, à 10h30 précises entre Podgorica et Bari, en Italie. En avril 2000, elle est devenue membre de l'Association internationale du transport aérien (IATA). En juin 2000, le premier des cinq avions Fokker 100 a été livré à l'aéroport de Podgorica. La compagnie aérienne a rejoint Amadeus CRS le 5 mars 2003. En 2004, les pilotes de Montenegro Airlines ont été les premiers de la région à obtenir le certificat IIIA. En août 2016, des comptes appartenant à Montenegro Airlines avaient été gelés après que la compagnie aérienne ne se soit pas conformée à une décision de justice concernant le paiement de dettes à l'exploitant des aéroports du pays. Montenegro Airlines devait à la compagnie plus de 15 millions de dollars américains.
En décembre 2020, le gouvernement du Monténégro a annoncé la fermeture et la liquidation de la société de publicité Montenegro Airlines dans les semaines à venir, faisant état d'une mauvaise gestion et d'accumulation de pertes depuis plusieurs années,. Peu de temps après, la compagnie aérienne suspend tous les vols à partir du 26 décembre 2020 marquant la fin de ses opérations.

## Fondation de la compagnie aérienne
Le 29 décembre 2020, le ministre Mladen Bojanić a annoncé que Montenegro Airlines serait réorganisée et remplacée par une nouvelle société, la To Montenegro (2 Montenegro), en tant que nouvelle compagnie aérienne porte-drapeau monténégrine. La procédure de liquidation de Montenegro Airlines coûterait environ 50 millions d'euros, mais elle est inévitable, car l'autorité de la concurrence du pays a jugé illégale la loi sur les investissements publics dans la compagnie aérienne nationale adoptée en 2019, a déclaré le gouvernement en décembre 2021.
La nouvelle société a été officiellement introduite le 2 mars 2021 par le gouvernement. En avril 2021, le gouvernement monténégrin lance la marque Air Montenegro, le nom officiel du projet ToMontenegro et la compagnie aérienne commencera à utiliser deux des anciens avions Embraer-195 de Montenegro Airlines. Le 10 juin 2021, le ministre du Développement économique du Monténégro, Jakov Milatović, s'est rendu en République de Serbie voisine, étant l'un des passagers du premier vol commercial de la nouvelle compagnie aérienne nationale Air Montenegro vers l'aéroport Nikola Tesla de Belgrade,.